# Oromska narodna demokratska organizacija
Oromska narodna demokratska organizacija (amharski: የኦሮሞ ህዝቦች ዴሞክራሲያዊ ድርጅት, Ye Oromo Hizboch Démokrasiyawi Deredjet (ኦህዴድ), oromski: Dhaabbata Demokraatawaa Ummata Oromo, amharisch የኦሮሞ ህዝቦች ዴሞክራሲያዊ ድርጅት, Yä-Oromo Hizbočč Demokrasiyawi Dərəǧǧət ኦህዴድ, eng. Oromo Peoples' Democratic Organization (OPDO)) je politička stranka u Etiopiji. Dio je političkog saveza Etiopski narodni revolucionarni demokratski front (EPRDF), koji čine Amharskim nacionalnim demokratskim pokretom, Južnoetiopskim narodnim demokratskim pokretom i Tigrajskim narodnooslobodilačkim frontom.
Organizacija je osnovana ožujka 1982. godine zbog rastućeg nezadovoljstva u Oromiji u odnosima prema postojećem Oromskim oslobodilačkim frontom prema režimu Derg.
Sjedište organizacije je u etiopskom glavnom gradu Adis Abebi. Politički profil organizacije čine marksizam, socijalizam i pravo na samoodređenje naroda Oromaca, što im daje separatističku crtu. 
Čelnik stranke je Muktar Kedir. Mladeška organizacija je Liga mladeži Oromske narodne demokratske organizacije.
Na regionalnim izborima 14. svibnja i 31. kolovoza 2000. u Etiopiji, u regiji Amhari (Država Amhara, State of Amhara) osvojili su 8 od 294 mjesta te 535 od 537 mjeta u Oromiji.
Na zakonodavnim općim izborima 15. svibnja 2005. ONRO je bila dio EPRDF-a koji je osvojio 327 od 527 zastupničkih mjesta.
Na izborima za regionalni parlament 15. svibnja i 21. kolovoza 2005. godine, osvojili su 387 od 537 mjesta u Oromiji (Regionalna država Oromia, State of Oromia [Oromiya]) te 14 od 36 mjesta u regiji Harari (Regionalna država naroda Harare, State of the Harari People).
Na regionalnim izborima 23. svibnja 2010. u Etiopiji, u regionalnoj državi naroda Harare osvojili su 18 od 36 mjesta te svih 537 od 537 mjeta u Oromiji.

## Vanjske poveznice
- Oromska narodna demokratska organizacija  Arhivirana inačica izvorne stranice od 3. ožujka 2016. (Wayback Machine)